# Marengói csata
A marengói csata Napoléon Bonaparte tábornok második, 1799–1800-as itáliai hadjáratának döntő ütközete volt, a második koalíció elleni háború keretén belül. Döntő szerepet töltött be Bonaparte tábornok életében, mert ha ezt az ütközetet elveszti, az valószínűleg uralmának végét jelentette volna.

## A hadjárat előzményei
Bonaparte Napóleon tábornok már első konzulként nézett a marengói csata elé. Arra készült, hogy visszafoglalja a tehetségtelen direktórium által elveszített Itáliát. Az egykor elfoglalt tartományok közül már csak Genova maradt meg, amit Masséna tábornok védett. Az erdélyi szász származású Melas táborszernagynak, az itáliai osztrák haderő parancsnokának hadai már Nizzát ostromolták. Melas számított arra, hogy Bonaparte segítséget küld Genovának, de semmiképpen sem számolt azzal, hogy ez a segítség a Nagy Szent Bernát-hágón át érkezik. Bonaparte ismét meglepte ellenfeleit, amiről ő maga így számolt be: „Küszködünk a jéggel, a hóval, a viharokkal és a lavinákkal. Szent Bernát meglepődött, hogy ennyien és ilyen sietősen akarnak átkelni rajta, és igyekszik megnehezíteni a dolgunkat.”

## A haditerv és megvalósítása
Bonaparte tábornok úgy vélte, csak akkor érhet el sikert a túlerőben lévő koalíció ellen, ha az észak-itáliai hadszíntéren megveri és ezzel különbékére kényszeríti az osztrákokat. A hágón egyszer kis híján maga Bonaparte is szakadékba zuhant, és csak a jó reflexszel utánakapó hegyi vezető mentette meg. Május 16-án a francia sereg elért az Alpok lábához, 21-ére a teljes haderő átkelt. A szövetséges csapatok háta mögött a hadszíntérre érkező Bonaparte gyorsan Milánó ellen vonult, könnyedén el is foglalta a várost, és ezzel elvágta az osztrákok utánpótlását.
Melas tábornok azonban gyorsan bevette Genovát, és már csak egyetlen erődöt kellett elfoglalnia ahhoz, hogy a brit flotta el tudja látni csapatait. Bonaparte ezért úgy döntött, megpróbálja mihamarabb megtalálni és megverni az osztrák fősereget. Ezért megbontotta seregét, és nagyobb különítményeket indított Melas felderítésére. Ez kis híján végzetessé vált számára, amikor megfogyatkozott főserege váratlanul találkozott Melas tábornok összevont erőivel, melyek Spinetta Marengo falunál (ma Alessandria része), a Bòrmida di Spigno hegyi patak mellett álltak.

## A csata
Az ütközet 1800. június 14-én reggel kezdődött. Az osztrákok fölénye igen nagy volt: tüzérségük hétszeres, hadseregük többi része pedig majdnem kétszeres túlerőben volt a franciákkal szemben. Bonaparte tábornok azonnal üzent a 10 000 emberével viszonylag közel állomásozó Desaix tábornoknak: „Azt hittem, én fogok támadni, de az ellenség megelőzött; az Isten szerelmére, jöjjön vissza, ha tud!” Amikor Melas látta, hogy Bonaparte serege rendezetten visszavonul, délután három órakor győzelmi jelentést küldött Bécsbe.
Délután ötkor azonban megérkezett Desaix tábornok, és azonnal megtámadta az osztrákokat, akik hadrendje a francia fősereg üldözése miatt már felbomlott. Az első rohamban maga Desaix marsall is elesett, de a két tűz közé került osztrák sereget szétverték. A csatatéren szerzett sérülésébe halt bele Hadik Károly József magyar származású osztrák császári tábornok.
A csata különleges magyar vonatkozása továbbá, hogy tábori papként a hadtörténet iránt is érdeklődő Szekér Joakim cisztercita szerzetes is részt vett benne, s arról 1807-ben magyar nyelven könyvet is publikált, "A marengói tsata, s az azt megelőző környülállások" címmel.

## Amarengói csirke
A csata egyik sajátos eredménye a marengói csirke (pirított csirke Marengo módra, Poulet sauté a la Marengo) – ez a gombás-paradicsomos ropogós sült csirke máig rendszeresen feltűnik a különféle vendéglátó helyek étlapjain.

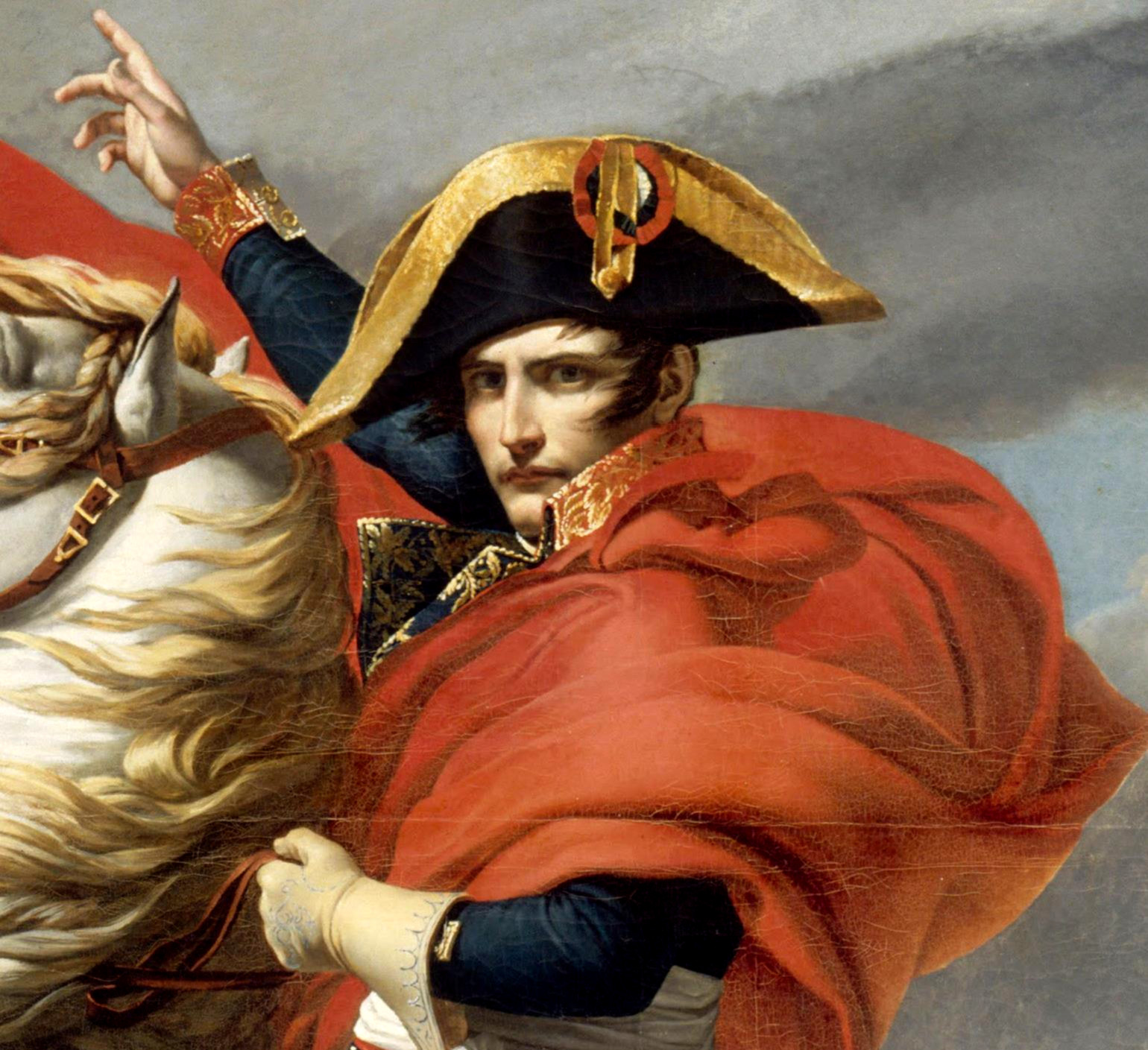
Bonaparte Napóleon az ütközet győztese

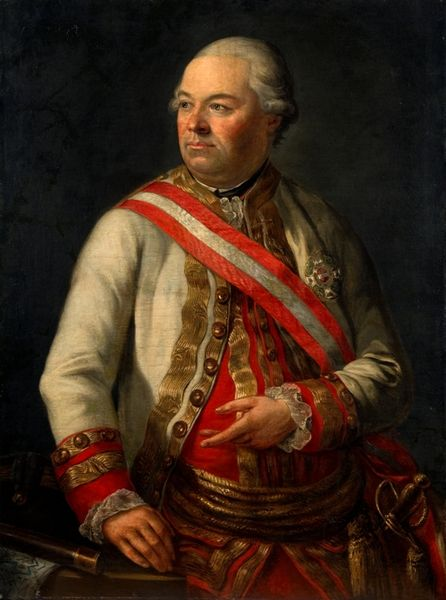
Hadik Károly József, aki elesett a csatamezőn

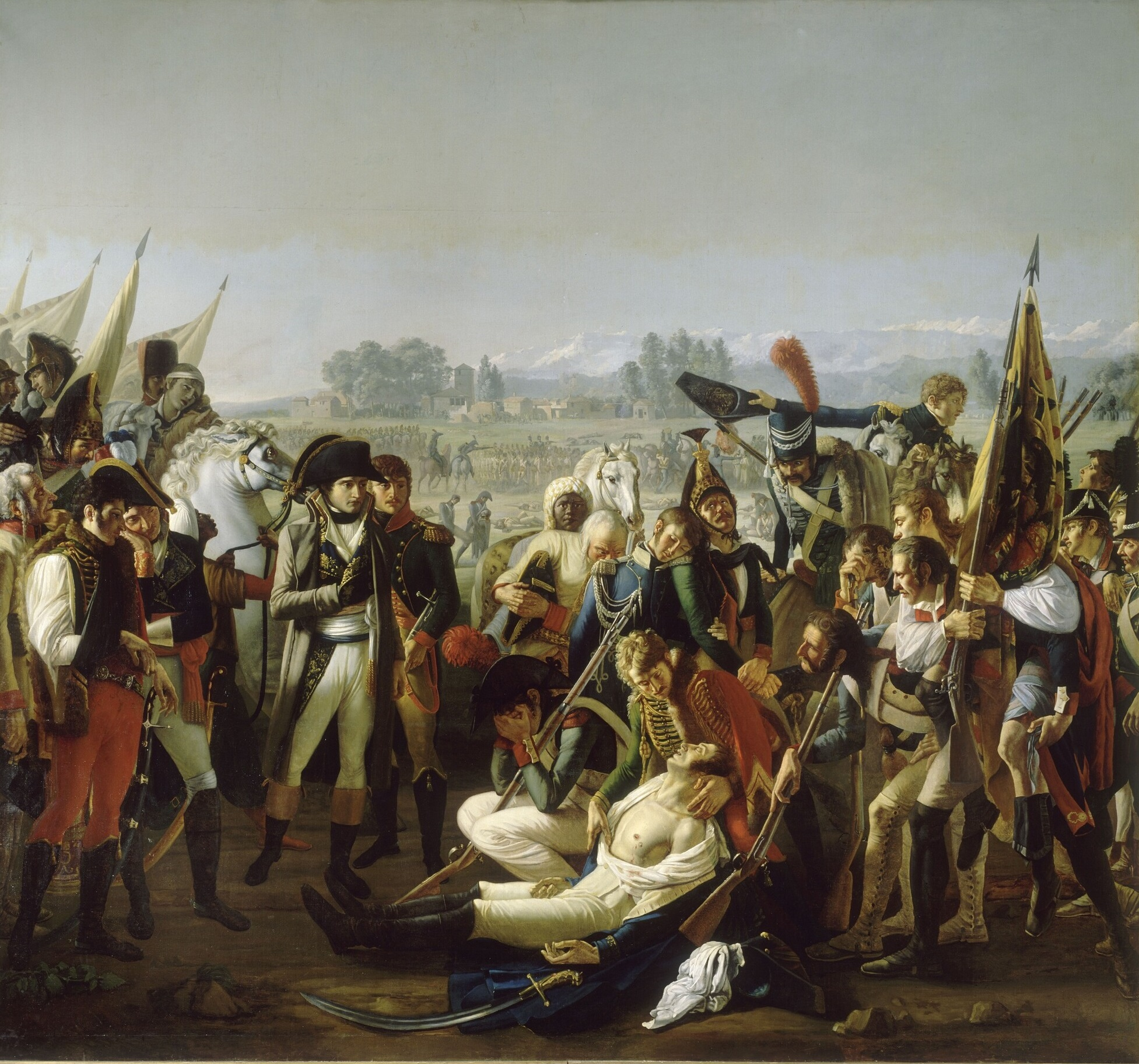
Desaix tábornok halála

Az alacsony származású  Bonaparte Napoléon nem volt ínyenc; többnyire beérte egyszerű ételekkel. Némely pletykák szerint félt a pocakosodástól, előszeretettel evett szárnyasokat: csatáinak estéjén gyakran sült csirkét. A marengói csata éjjelén is csirkét sütött neki szakácsa, Dunant, és amikor megtudta, milyen fényes győzelmet aratott a francia sereg, örömében és meglepetésében kiejtette kezéből a paradicsomszószt, amely a már elkészült csirkére ömlött. Mivel újabb csirke sütésére nem volt idő, Dunant a paradicsomos csirkét kezdte fűszerezni, és azt új ételként tálalta fel. Az új elkészítési mód, amely nemcsak nevével, de a paradicsomszósszal, az olasz konyha egyik fő alapanyagával is olasz hadszíntérre emlékeztet, elnyerte Napóleon tetszését, és az étel népszerűsége azóta is töretlen.

## Pirított csirke Marengo módra (Hozzávalók 4 személyre)
- 2 csirke
- 20 dkg gomba
- 15 dkg paradicsomszósz
- 1,5 dl fehérbor

- 2 db zsemle
- 4 dkg zsír
- 4 szem olajbogyó
- vöröshagyma

- fokhagyma
- petrezselyemzöld
- só
- bors

- liszt
- olaj
- vaj
- 4 adag szalmaburgonya

A csirkéket feldaraboljuk, sózzuk, lisztbe mártjuk, majd egy kevés zsírban lassan megsütjük. A finomra vágott vöröshagymát olajban megpirítjuk, hozzáadjuk a kockára vágott gombát és a paradicsomszószt, és lassan tovább pirítjuk – közben sóval, fokhagymával, törött borssal, finomra vágott petrezselyemzölddel fűszerezzük. Hozzáadjuk a fehérbort, a csirke sütéséből visszamaradt zsiradékot és a kimagozott olajbogyókat, majd mindezt összeforraljuk, és az egészet a csirkére öntjük. Lassan pároljuk még egy keveset, majd a vajban megpirított zsemle-krutonokkal és a szalmaburgonyával tálaljuk.

## A csata emlékezete a színpadon
- Victorien Sardou La Tosca című drámája, és Giacomo Puccini ebből készült, 1900-ban bemutatott Tosca című operája a Római Köztársaság leverése utáni átmeneti Bourbon-restauráció idején játszódik. Egyik jelenetében a marengói csata kimenetelét várják. Scarpia rendőrfőnök előbb az áhított császári győzelem hírét kapja, később érkezik a francia győzelemről szóló jelentés, a fogoly forradalmár számára örömhír.